# Christuskirche (Fürstenberg)

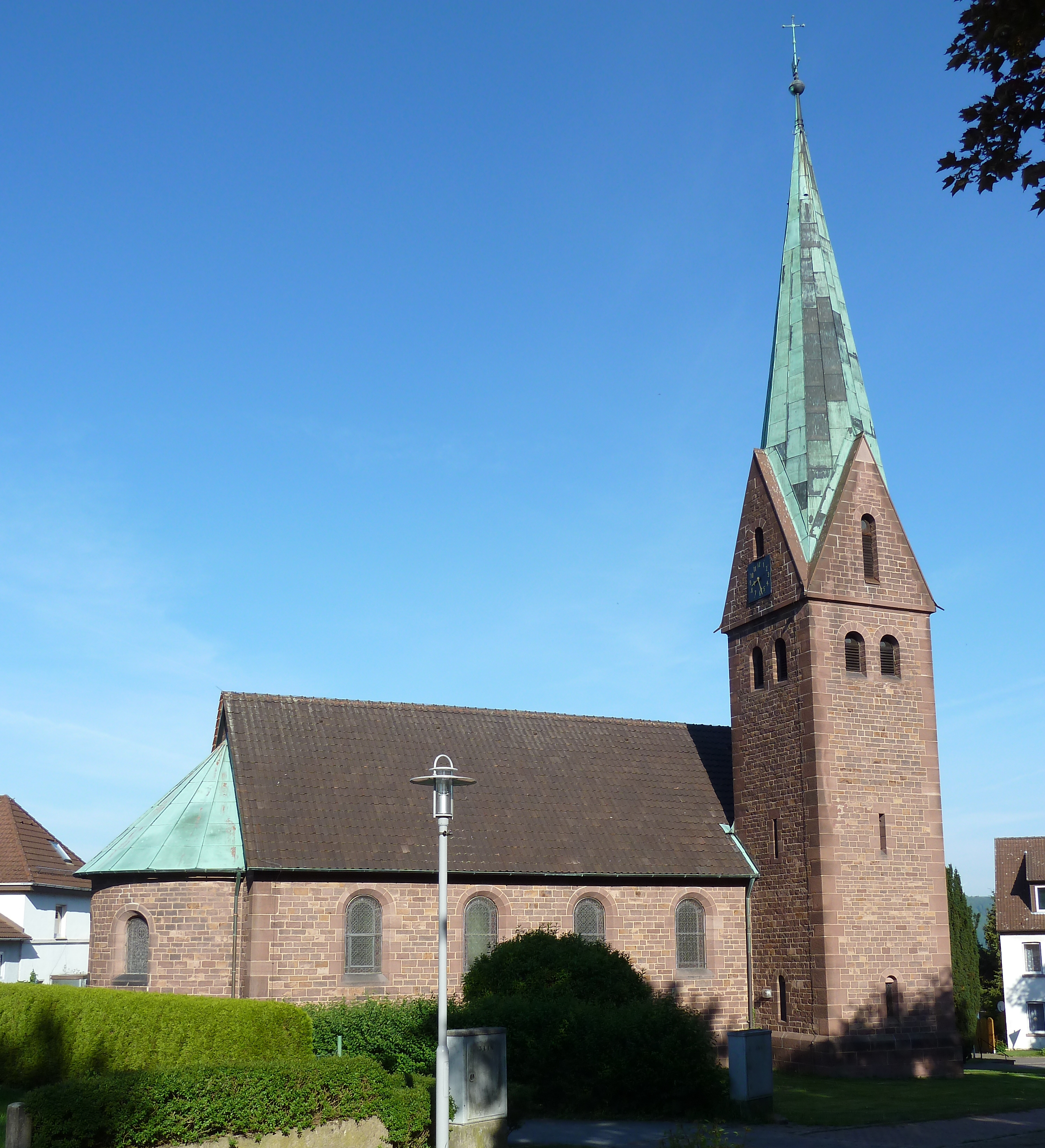
Christuskirche in Fürstenberg

Die Christuskirche ist die evangelisch-lutherische Kirche von Fürstenberg (Weser), einer Gemeinde im Landkreis Holzminden in Niedersachsen. Den Namen Christuskirche führt sie seit 1974. Die Kirchengemeinde gehört zum Kirchenkreis Holzminden-Bodenwerder im Sprengel Hildesheim-Göttingen der Evangelisch-lutherischen Landeskirche Hannovers.

## Geschichte
Für die Mitarbeiter der 1747 gegründeten Porzellanmanufaktur Fürstenberg sowie die Arbeiter der Domäne und des Forstamts war zunächst die Schlosskapelle im Südflügel des Schlosses als Gottesdienstraum eingerichtet und von der Kirchengemeinde im benachbarten Boffzen betreut worden. Mit dem wirtschaftlichen Aufschwung der Porzellanmanufaktur im ausgehenden 19. Jahrhundert und damit verbunden dem zahlenmäßigen Anwachsen der Arbeiterschaft wurde ein eigenes Kirchengebäude notwendig. Nach Plänen des Geheimen Baurats Hans Pfeifer aus Braunschweig und des Regierungsbaumeisters Wilhelm Eschemann aus Holzminden wurde eine aus unverputztem Wesersandstein ausgeführte Saalkirche in neuromanischen Bauformen mit seitlich integriertem Turm errichtet. Den oberen Raumabschluss des Kirchenschiffs bildet ein hölzernes Tonnengewölbe, das von einer im Kirchenraum sichtbaren Hängewerkkonstruktion getragen wird. Die Grundsteinlegung fand im November 1897, die Einweihung am 27. August 1899 statt. Die (nach 1945 überstrichene und 1982/83 teilweise freigelegte) Ausmalung der Apsis mit der Darstellung des thronenden Christus, des Himmlischen Jerusalems und der vier Evangelistensymbole schuf der Braunschweiger Hofmaler Adolf Quensen. Die drei Fenster der Apsis besitzen eine vom damaligen Domänenpächter gestiftete Farbverglasung, die die drei christlichen Hochfeste Weihnachten, Pfingsten und Ostern thematisiert. Die 1899 von Hermann Ackermeier aus Detmold erbaute und 1959 durch die Gebrüder Euler aus Hofgeismar veränderte Orgel wurde 1981/1982 durch einen Neubau im historischen Gehäuse durch Gebrüder Hillebrand Orgelbau in Altwarmbüchen ersetzt.
Am 1. Juni 1954 wurde die bisherige Filialgemeinde Fürstenberg von der Gemeinde der Erlöserkirche Boffzen gelöst und zur selbständigen Pfarrei erhoben. Seit dem 1. Januar 2009 bildet sie mit den Gemeinden der Markuskirche Derental und der Johanneskirche Meinbrexen die Evangelisch-lutherische Kirchengemeinde Solling-Weser in Fürstenberg.